# Stanisław Wróbel (duchowny)
Stanisław Wróbel (ur. 4 października 1879 w Proszówkach, zm. 9 sierpnia 1954 w Tarnowie) – polski prezbiter katolicki, wykładowca filozofii, teologii fundamentalnej i socjologii w Wyższym Seminarium Duchownym w Tarnowie.

## Życiorys
Był synem Wawrzyńca i Marii z domu Florek. Pochodził z Proszówek, które wówczas należały do parafii pw. Św. Joachima w Krzyżanowicach. Szkołę trywialną ukończył w Krzyżanowicach. Następnie uczęszczał do gimnazjum w Bochni. Teologię studiował na Uniwersytecie Jagiellońskim jako alumn diecezji krakowskiej, ale po pierwszym roku przeszedł do seminarium duchownego w Tarnowie. 19 czerwca 1902 r. przyjął święcenia kapłańskie z rąk biskupa Leona Wałęgi. Od 9 sierpnia 1902 r. pracował jako wikariusz w Grybowie. 10 września 1902 r. został skierowany na studia do Rzymu (w 1906 roku uzyskał stopień doktora teologii). Od 1 września 1906 r. pracował jako wikariusz, a od 1907 jako katecheta w Wojniczu. Od 1 sierpnia 1907 r. był wikarym w katedrze tarnowskiej, będąc jednocześnie katechetą w szkole podstawowej w Krzyżu. 
1 sierpnia 1908 r. został prefektem w seminarium duchownym i katechetą w I Gimnazjum. Po dwóch latach został zwolniony z prefektury. 1 października 1910 r. otrzymał nominację na profesora filozofii i teologii fundamentalnej (apologetyki). W latach 1914–1924 wykładał również socjologię. W latach 1920–1930 był katechetą w prywatnym gimnazjum sióstr urszulanek. W 1936 r. przestał wykładać filozofię. Apologetykę wykładał do końca życia. Wykładał po łacinie, w oparciu o podręcznik F. Eggera. Został odznaczony EC i RM, a w 1950 r. otrzymał tytuł szambelana papieskiego.
Zmarł 9 sierpnia 1954 roku w Tarnowie. Został pochowany w rodzinnych Krzyżanowicach.